# Lyton Mphande
Lyton Levison Mphande (ur. 14 maja 1963) – malawijski bokser wagi lekkiej i półśredniej, olimpijczyk.
Reprezentował swój kraj w boksie na Letnich Igrzyskach Olimpijskich 1988, zajmując 9. miejsce.